# Ideas zenekar
Az Ideas zenekar 1994 októberében alakult Tatabányán és a mai napig is működik. Kezdetben négy tagot számolt a zenekar: Zelizi László (gitár), Gabo (gitár/ének), Torma Mihály (basszusgitár) és ifj. Békési László (dobok) személyében.

## Diszkográfia
Stúdióalbumok
- Maze (Portrait of Our Race) (1998) - Angol nyelven
- Journey Around a Soul (2000) - Angol nyelven
- New Dreams Cradle (2003) - Angol nyelven
- Ébredés / Revival (2006) - Dupla CD, Magyar-Angol nyelven
- Főnix / Phoenix (2008) - Dupla CD, Magyar-Angol nyelven
- Őrizd a szíved / Hide Your Heart (2011) - Dupla CD, Magyar-Angol nyelven
- Egység / Oneness (2017) - Magyar-Angol nyelven

Demók
- Enthralled (1995)
- Az emlékező (1995)
- Like A Forced Withering (1997)

## Tagok
Jelenlegi felállás
- Preil Tibor
- Seres Krisztián
- Békési László
- Torma Mihály
- Király Anna

Korábbi tagok
- Zelizi László - gitár (1994 - 1996, 1999 - 2009)
- Gabo - gitár, ének (1994 - 2003)
- Pacziga Linda - énekesnő (1996 - 1999)
- Hamburger Ferenc - billentyűs (1996 - 1999, 2005 - 2007)
- Veres Kata (2000 - 2003)
- Bokros Péter (1999 - 2003)
- Gallay Lajos (2008 - 2010)
- Molnár "Zuzu" Zoltán (2010 - 2012)
- Szűcs József (1999 - 2000)
- Kun Anita - énekesnő (2005 - 2018)
- Schlick Attila - basszusgitár (2009 - 2016)

## További információ
- Ideas Zenekar. www.facebook.com. (Hozzáférés: 2017. augusztus 1.)